# Ремо (язык)
Ремо (Cucuini, Kukuini, Remo, Rheno, Sacuya, Sakuya) — мёртвый индейский язык, который относится к паноанской группе пано-таканской семье языков, на котором раньше говорил народ с одноимённым названием на территории между реками Кальерия и Тапиче в Перу. Народ, возможно, который говорит на этом языке, может проживать на истоках реки Моа, но для подтверждения этого нет никаких доказательств.